# Can Benet (la Palma de Cervelló)
Can Benet és una obra de la Palma de Cervelló (Baix Llobregat) inclosa a l'Inventari del Patrimoni Arquitectònic de Catalunya.

## Descripció
Masia situada vora la carretera de Corbera, sota el terraplè, orientada al S. És coberta amb teulada a doble vessant, amb el carener paral·lel a la façana principal. Consta de dues plantes i conserva gairebé la totalitat de l'edificació originària, que sembla del segon terç del segle xix.

## Història
Sembla que la masoveria formava part del patrimoni de Can Via, del mateix terme de la parròquia de la Palma de Cervelló, que seria cedida en capitulacions matrimonials a mitjan segle xix. El nom de Benet ve de l'avi del propietari actual, que es deia Benet Casas. Els Casas són originaris de Can Casas (de Sant Pons) i la mateixa família o llinatge ve també de Can Roca de l'Aristot, on havien estat masovers anys enrere.